# More Than Miyagi: The Pat Morita Story
More Than Miyagi: The Pat Morita Story es un documental biográfico estadounidense de 2021, dirigido por Kayvon Derak Shanian, que a su vez lo escribió junto a Oscar Alvarez, el elenco está compuesto por Pat Morita, Ralph Macchio, Martin Kove y Tommy Chong, entre otros. Esta obra fue realizada por Love Project Films y se estrenó el 1 de febrero de 2021.

## Sinopsis
Se da a conocer la vida de Pat Morita, sus comienzos en la televisión como comediante, de qué manera inspiró a los que lo trataron, y finalmente un recorrido por sus últimos días.